# Myhinjärvi
Myhinjärvi är en sjö i Finland. Den ligger i kommunen Rautalampi i landskapet Norra Savolax, i den centrala delen av landet, 280 km norr om huvudstaden Helsingfors. Myhinjärvi ligger 97,2 meter över havet. Den är 42,94 meter djup. Arean är 4,28 kvadratkilometer och strandlinjen är 35,92 kilometer lång. Sjön  ingår i Kymmene älvs huvudavrinningsområde.   I omgivningarna runt Myhinjärvi växer i huvudsak barrskog. Den sträcker sig 5,4 kilometer i nord-sydlig riktning, och 4,1 kilometer i öst-västlig riktning.
I övrigt finns följande i Myhinjärvi:
- Salosaari (en ö)
- Pentsaari (en ö)
- Karhunpääsaari (en ö)
- Vihtasaari (en ö)
- Haukkasaari (en ö)
- Jänissaari (en ö)
- Koivusaari (en ö)
- Pajusaari (en ö)
- Karnasaari (en ö)